# 1852 en architecture
| Années de l'architecture : 1849 - 1850 - 1851 - 1852 - 1853 - 1854 - 1855    |
| Décennies de l'architecture : 1820 - 1830 - 1840 - 1850 - 1860 - 1870 - 1880 |

Cet article présente les faits marquants de l'année 1852 en architecture.

## Réalisations

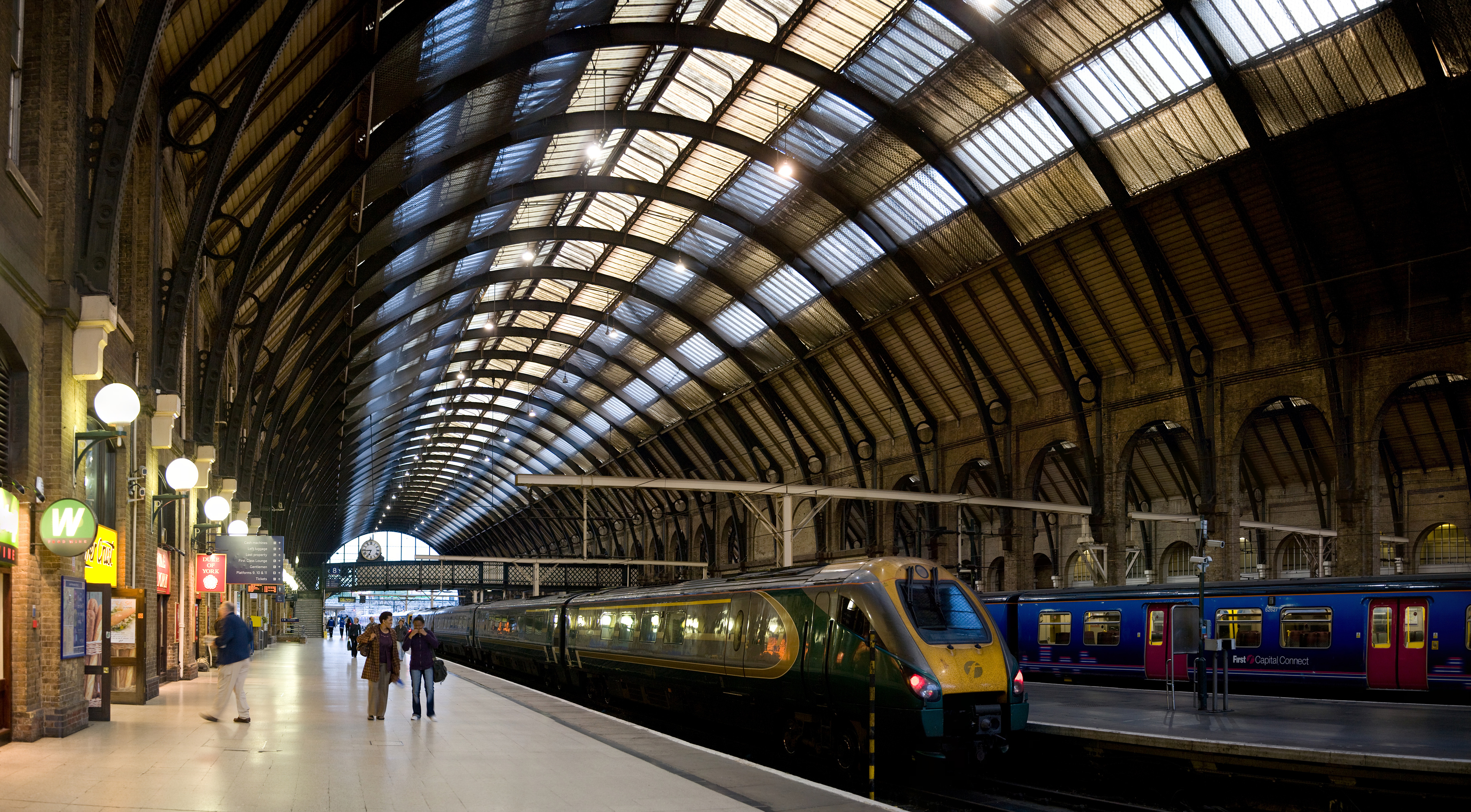
Gare de King's Cross.

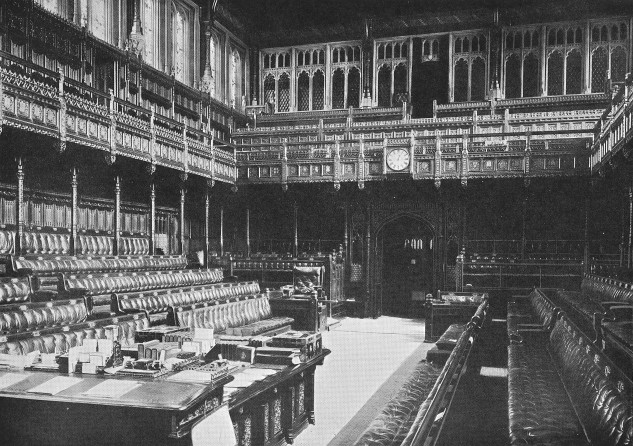
Chambre des communes.

- Aménagement de la Chambre des communes dans le palais de Westminster exécuté par Charles Barry et Augustus Pugin.
- Construction de la gare de King's Cross à Londres.
- La gare de Paris-Montparnasse à Paris est remplacée, au même emplacement, par une nouvelle gare construite par l'architecte Victor Lenoir et l'ingénieur Eugène Flachat.
- L'église Notre-Dame-de-Bon-Port est édifiée à Nantes (France) où, la même année, on inaugure le palais de Justice, qui servira à l'administration judiciaire jusqu'en 2000.
- Ouverture de l'hôtel The Battle House Renaissance Mobile Hotel & Spa à Mobile.

## Événements
- x

## Récompenses
- Royal Gold Medal : Leo von Klenze.
- Prix de Rome : Léon Ginain.

## Naissances
- 25 juin : Antoni Gaudí († 10 juin 1926).
- 26 juillet : Louis Viollier († 7 mars 1931).

## Décès
- 14 septembre : Augustus Pugin (° 1er mars 1812).